# Alex Paterson
Alex Paterson, a volte soprannominato Dr. Alex Paterson (Battersea, 15 ottobre 1959), è un musicista britannico.
È stato l'unico membro permanente degli Orb, considerato il gruppo più importante della scena ambient house inglese.

## Biografia
Alex Paterson ha iniziato la sua carriera musicale come roadie e come seconda voce occasionale dei Killing Joke. In seguito, nel 1988, ha fondato gli Orb insieme a Jimmy Cauty. Sebbene quest'ultimo abbia presto abbandonato il gruppo per fondare i KLF, Paterson è tornato in seguito a collaborare con lui nei progetti Space e Transit Kings. Gli Orb, che hanno visto fra le loro file molti collaboratori fra cui Steve Hillage, Thomas Fehlmann e Kris Weston, hanno ricevuto una grande attenzione da parte della stampa specialistica lungo la loro carriera, questo anche grazie alla pubblicazione di alcuni album considerati classici della musica ambient ed elettronica. Alex Paterson ha anche collaborato con artisti come i Primal Scream, dei quali ha composto la traccia Higher Than the Sun, (Screamadelica 1991), Lee Scratch Perry e il comico Simon Day. È anche stato membro del supergruppo ambientale FFWD insieme a Robert Fripp, Thomas Fehlmann e Kris Weston.